# Bhang
Cet article possède un paronyme, voir Bang.

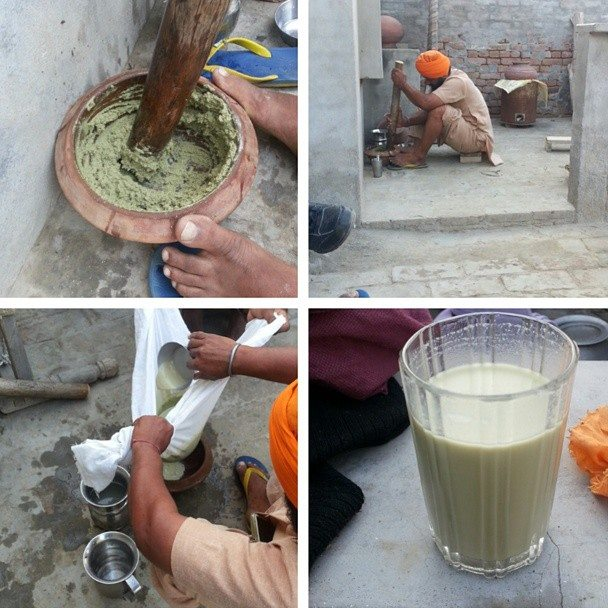
Processus de fabrication de bhang dans un verre.

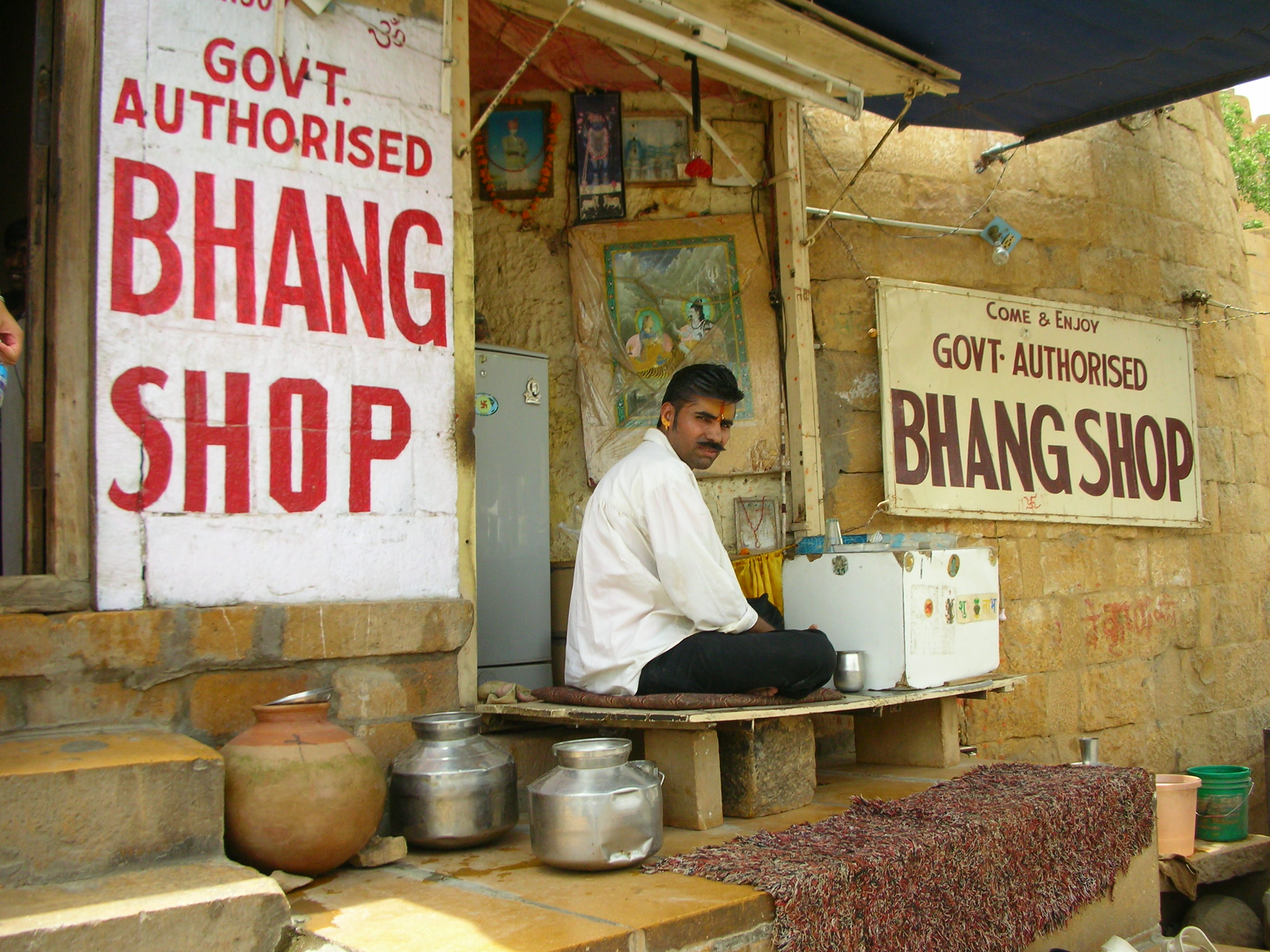
Un bhang shop à Jaisalmer (Rajasthan).

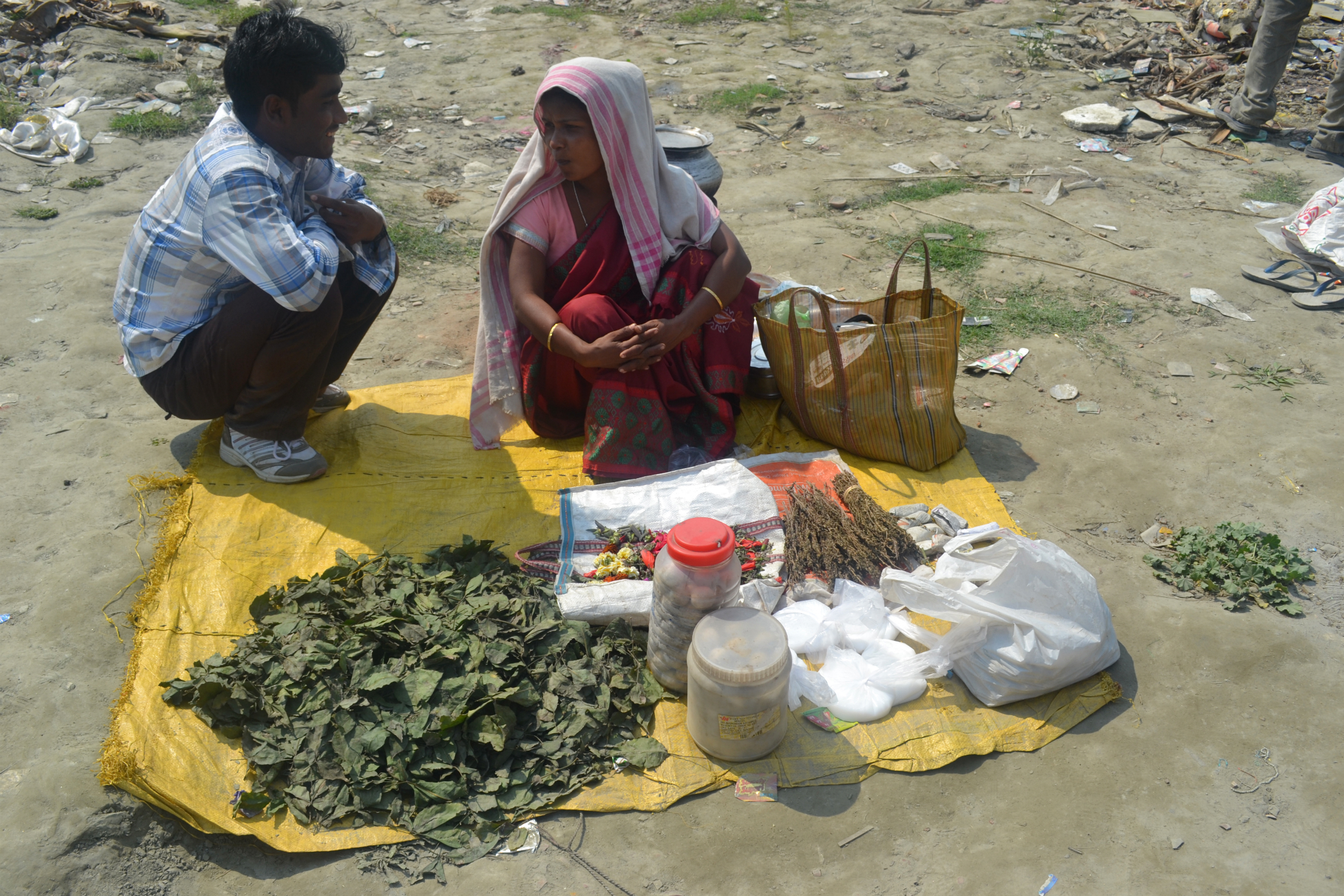
Une femme vend du cannabis et du bhang à Guwahati (Assam, Inde).

Bhang (hindi : भांग) désigne initialement des préparations comestibles de cannabis, le plus souvent liquides (lassi, thandai) mais aussi solides, consommées depuis au moins mille ans avant notre ère en Inde et au Népal, pays dans lesquels ces préparations sont restées légales, et, entre autres, consommées au cours de certaines fêtes de l'hindouisme comme Holi, Janmashtami et Mahashivatri,.
En Occident, un des modes de préparation (illégal) les plus connus aujourd'hui de bhang solide est le space cake.